# Rafał Trzaskowski
Rafał Kazimierz Trzaskowski, född 17 januari 1972 i Warszawa, är en polsk politiker (Medborgarplattformen). Han är borgmästare i Warszawa sedan 2018.
Trzaskowski har bland annat varit ledamot av Europaparlamentet 2009–2013 samt Polens förvaltnings- och digitaliseringsminister 2013–2014.